# Donald Fleming
Donald Methuen Fleming, född 23 maj 1905 i Exeter i Ontario, död 31 december 1986 i Toronto i Ontario, var en kanadensisk politiker (progressiv konservativ). Han var Kanadas finansminister 1957–1962 och justitieminister 1962–1963.
Memoarboken So Very Near: The Political Memoirs of the Honourable Donald M. Fleming utkom 1985.